# Sciades passany
Sciades passany är en fiskart som först beskrevs av Valenciennes, 1840.  Sciades passany ingår i släktet Sciades och familjen Ariidae. Inga underarter finns listade i Catalogue of Life.